# Patriks Gailums
Patriks Gailums (ur. 10 maja 1998) – łotewski lekkoatleta specjalizujący się w rzucie oszczepem, olimpijczyk (2024).
W 2013 roku zajął trzecie miejsce podczas olimpijskiego festiwalu młodzieży. Dwa lata później był 11. na mistrzostwach świata juniorów młodszych. Finalista mistrzostw świata U20 w Bydgoszczy (2016). Zajmował czwarte miejsca na mistrzostwach Europy U20 w 2017 oraz mistrzostwach kontynentu U23 w 2019. Bez powodzenia startował na mistrzostwach Europy w Berlinie (2018).
Medalista mistrzostw Łotwy oraz mistrzostw krajów nordyckich. Reprezentant kraju w pucharze Europy w rzutach i meczach międzypaństwowych.
Rekord życiowy: 84,05 (10 czerwca 2023, Bergamo).

## Osiągnięcia
| Rok  | Impreza                               | Miejsce      | Pozycja           | Wynik         |
| ---- | ------------------------------------- | ------------ | ----------------- | ------------- |
| 2013 | Olimpijski festiwal młodzieży Europy  | Utrecht      | 3. miejsce        | 65,73 (700 g) |
| 2015 | Mistrzostwa świata juniorów młodszych | Cali         | 11. miejsce       | 66,75 (700 g) |
| 2016 | Puchar Europy w rzutach               | Arad         | 11. miejsce       | 67,46         |
| 2016 | Mistrzostwa świata juniorów           | Bydgoszcz    | 11. miejsce       | 66,84         |
| 2017 | Mistrzostwa Europy juniorów           | Grosseto     | 4. miejsce        | 73,43         |
| 2018 | Mistrzostwa Europy                    | Berlin       | el. – 14. miejsce | 78,10         |
| 2019 | Młodzieżowe mistrzostwa Europy        | Gävle        | 4. miejsce        | 79,81         |
| 2021 | II liga drużynowych mistrzostw Europy | Stara Zagora | 2. miejsce        | 76,18         |
| 2022 | Puchar Europy w rzutach               | Leiria       | 2. miejsce        | 79,49         |
| 2022 | Mistrzostwa świata                    | Eugene       | el. – 13. miejsce | 79,66         |
| 2022 | Mistrzostwa Europy                    | Monachium    | 6. miejsce        | 78,82         |
| 2023 | Mistrzostwa świata                    | Budapeszt    | el. – 21. miejsce | 77,43         |
| 2024 | Puchar Europy w rzutach               | Leiria       | 6. miejsce        | 78,49         |
| 2024 | Mistrzostwa Europy                    | Rzym         | 7. miejsce        | 82,28         |
| 2024 | Igrzyska olimpijskie                  | Paryż        | el. – 25. miejsce | 77,26         |